# Enrique Raimondi
Enrique Raimondi (Buenos Aires, 1934 - Maldonado, 21 de abril de 2016) fue un periodista, cineclubista y crítico cinematográfico argentino radicado en Maldonado, Uruguay.

## Trayectoria
Enrique Raimondi nació en febrero de 1934 en la ciudad de Buenos Aires, Argentina y se radicó en 1969 en Maldonado. Fue crítico cinematográfico y ejerció como periodista.
Colaboraba con la revista '100% de Interés Público' de Maldonado y en Brecha (semanario) utilizando el seudónimo 'Antonio Corti' para publicar artículos y críticas sobre cine.
En 2001 publicó el libro 'De cine soy', con ese seudónimo. donde reunió la obra de Hugo Alfaro.
El 2 de agosto de 1984 fundó el Cineclub Maldonado que comenzó pasando películas en 16mm para en julio de 1985 pasar al Cine Cantegril de Punta del Este hasta el 2005. En 2006, comenzó a pasar películas en DVD todos los viernes en la Sala de Audiovisuales de la Casa de la Cultura de Maldonado.
Fue programador y jurado del Festival Internacional de Cine de Punta del Este en varias oportunidades, coordinaba actividades del Cineclub no sólo en la capital de Maldonado sino descentralizando a otras ciudades del Departamento.
Recibió en vida un reconocimiento de la Intendencia de Maldonado por su amplia y abnegada dedicación a la realización de actividades relacionadas al cine. Por decreto N.º 01438/2016 del 22 de febrero de 2016 la Sala de Audiovisuales de la Casa de la Cultura de Maldonado fue designada con su nombre.